# メール転送エージェント
メール転送エージェント（メールてんそうエージェント、英語: Mail Transfer AgentまたはMessage Transfer Agent、略称：MTA）は、電子メールを相手方に送信するためのメールサーバ機能における中心的な機能である。
電子メールクライアント（MUA）からSMTPなどでメールを受信する。その後、相手別に振り分け、メール配送エージェント（MDA）へ振り分ける機能を持っている。
MDAとMTAはセットや一体になっている場合も多く、メールサーバ全体のことをMTAという場合もある。
DNSの中で指示する場合には MX（Mail eXchanger）と表記する。

## 主なMTA
- Sendmail
- Courier-MTA
- Postfix
- qmail
- Exim
- Apache James
- Microsoft Exchange Server